# 야치구사 가오루
야치구사 카오루(일본어: 八千草 薫, 1931년 1월 6일 ~ 2019년 10월 24일)는 일본의 배우이다.